# 21 점프 스트리트 (영화)
《21 점프 스트리트》(영어: 21 Jump Street)는 2012년에 개봉한 미국의 버디 경찰 액션 코미디 영화이다. 필 로드, 크리스토퍼 밀러가 감독을, 마이클 버콜이 각본을 맡았고, 조나 힐과 채닝 테이텀 등이 출연했다. 패트릭 해스버그, 스티븐 J. 캐널의 1987년 동명 텔레비전 시리즈가 원작이다. 이 영화는 고등학생들에게 신종 합성 마약이 공급되는 것을 막고 공급자를 체포하기 위해 고등학생으로 잠입 수사를 하게 된 두 경찰관의 이야기를 담고 있다.
소니 픽처스 릴리싱과 메트로 골드윈 메이어를 통해 2012년 3월 16일 극장 개봉하였고 2억 160만 달러의 수익을 거뒀다. 《22 점프 스트리트》라는 제목의 후속작이 미국에서 2014년 6월 13일에 개봉했다.

## 줄거리
2005년, 학교에서 인기가 없던 모범생 슈밋과 운동을 잘하지만 성적이 좋지 않았던 젠코는 각각의 이유로 프롬 파티에 참석하지 못한다. 7년 후 경찰 학교에서 재회한 둘은 친구이자 파트너가 되어 자전거 순찰을 돌게 된다. 그러던 중 폭주족 두목 도밍고를 체포하지만, 미란다 원칙을 제대로 고지하지 못해 석방하게 되면서 좌천된다.
1980년대에 운영되었던 학교 잠입 수사 프로그램이 부활하면서, 슈밋과 젠코는 고등학교에 잠입하여 'HFS'라는 신종 합성 마약의 유통을 막고 공급책을 잡는 임무를 맡게 된다. 그들은 새로운 신분으로 고등학생이 되어 각각의 학업 성적에 맞춰 수업을 듣게 되지만, 신분증이 바뀌는 바람에 과목도 뒤바뀌게 된다. 슈밋은 같은 반 친구 몰리로부터 HFS에 대한 단서를 얻고, 젠코와 함께 학교 내 주요 판매책인 인기 학생 에릭을 만난다. 그들은 위장 수사를 위해 에릭 앞에서 HFS를 복용하고 화장실로 달려가 구토하려 하지만 실패한다.
에릭은 슈밋에게 호감을 느끼고, 슈밋은 몰리에게 로맨틱한 감정을 갖게 된다. 젠코는 AP 화학 수업을 들으면서 엉뚱한 취미와 학업에 흥미를 느끼게 된다. 슈밋과 젠코는 슈미트의 부모님 집에서 파티를 열고 에릭을 초대한다. 파티 중 슈밋, 젠코와 다른 학교 학생들이 싸우게 되고, 슈밋이 싸움에서 이기면서 에릭의 신뢰를 얻는다. 젠코의 친구들은 에릭의 휴대폰을 해킹해 그의 대화를 엿듣는다.
해킹을 통해 에릭과 공급책의 만남에 대한 정보를 얻게 되지만, 젠코는 슈밋이 자신을 험담하는 것을 듣고 둘 사이에는 갈등이 생긴다. 두 사람은 에릭을 미행하다가 폭주족과 마약 거래를 하는 현장을 발견하고 추격전을 벌인다. 학교로 돌아온 두 사람은 싸우다가 학교 연극을 망치게 되고, 학교에서 퇴학당하고 잠입 수사 프로그램에서도 해고된다.
에릭은 불안한 마음에 학교 졸업 파티에서 있을 거래의 경호를 슈밋과 젠코에게 부탁한다. 파티를 준비하면서 두 사람은 다시 우정을 확인한다. 파티에서 슈밋은 자신이 경찰임을 밝히고 몰리는 실망한다. 펜트하우스에서 그들은 HFS 공급책이 체육 교사 월터스이며, 그는 돈을 벌기 위해 마약을 판매했다는 것을 알게 된다.
마약 거래를 위해 폭주족이 도착하고, 마약에 취한 몰리가 끼어들면서 도밍고는 슈밋과 젠코를 알아본다. 폭주족과 총격전이 벌어지고, 과거 21 점프 스트리트 프로그램 출신이며 위장 근무 중이던 마약 단속국 요원 핸슨과 펜홀이 총에 맞아 치명상을 입는다. 월터스와 에릭은 돈과 몰리를 인질로 잡고 도망가고, 슈밋, 젠코와 폭주족은 그 뒤를 쫓는다. 젠코는 급조 폭탄으로 폭주족을 처치하고 월터스가 슈밋을 쏘려 하자 젠코가 대신 총에 맞는다. 슈밋은 월터스를 쏘고 그를 체포하는 데 성공한다. 슈밋과 몰리는 키스를 하고 월터스와 에릭은 체포된다.
두 사람은 공을 인정받아 점프 스트리트 프로그램에 복귀하고, 대학에 잠입하는 새로운 임무를 받게 된다.

## 출연
- 조나 힐 - 모턴 슈밋 / 더그 매퀘이드 역
- 채닝 테이텀 - 그레그 젠코 / 브래드 매퀘이드 역
- 브리 라슨 - 몰리 트레이시 역
- 데이브 프랭코 - 에릭 몰슨 역
- 롭 리글 - 체육 교사 월터스 씨 역
- 디레이 데이비스 - 도밍고 역
- 아이스 큐브 - 딕슨 경감 역
- 크리스 파넬 - 연극 교사 고든 씨 역
- 엘리 켐퍼 - 과학 교사 그리그스 씨 역
- 제이크 존슨 - 다디에이 교장 역
- 닉 오퍼먼 - 하디 부장 역
- 홀리 로빈슨 피트 - 주디 호프스 순경 역
- 저스틴 하이어스 - 와리오 역
- 린지 브로드 - 리사 역
- 캐럴라인 에런 - 애니 슈밋 역
- 다코타 존슨 - 푸게이지 역
- 라이 라이 - 주니어 주니어 역
- 조니 시먼스 - 빌리엄 윌링햄 역
- 스펜서 볼드먼 - 프렌치 새뮤얼스 역
- 루이스 다실바 - 원퍼센터스 단원 역
- 조니 뎁 - 톰 핸슨 역 (카메오, 크레디트 미기재)[7]
- 피터 덜루이즈 - 더그 펜홀 역 (카메오, 크레디트 미기재)[7]

## 후속 작품
2014년 맨 인 블랙 프랜차이즈 크로스오버 영화 《MIB 23》이 계획되고 있다는 사실이 알려졌으나 2019년 제작자 월터 파크스가 제작이 취소되었다고 확인해주었다.
여성 주인공을 내세운 속편이 2015년 4월 제작 발표되었고, 2020년 11월 대본 초안이 완성되었다는 소식이 나왔다. 현 공식 제목은 《Jump Street: Now for Her Pleasure》이다.